# Ziebchenberg
Der Ziebchenberg ist eine 81 m ü. NHN hohe Erhebung auf der Gemarkung der Gemeinde Michendorf im Landkreis Potsdam-Mittelmark in Brandenburg.
Die Erhebung ist Teil des Saarmunder Endmoränenbogens und entstand als solches in der letzten Weichsel-Eiszeit. Sie liegt etwa 1,3 km südlich der Bundesautobahn 10, die in diesem Bereich in West-Ost-Richtung verläuft. Rund 1,2 km südlich befindet sich mit dem 91 m hohen Backofenberg die höchste Erhebung der Region. Der Ziebchenberg kann über den Europäischen Fernwanderweg E10 erreicht werden, der in diesem Abschnitt identisch mit dem Fontaneweg F4 verläuft.